# Hieronim (Czernyszow)
Hieronim, imię świeckie Igor Czernyszow (ur. 12 lipca 1966 w Woroneżu) – rosyjski biskup prawosławny.
Ukończył studia historyczne na Uniwersytecie Pedagogicznym w Woroneżu. W 1987, po odbyciu zasadniczej służby wojskowej, wstąpił jako posłusznik do Monasteru Daniłowskiego. W 1990 złożył wieczyste śluby mnisze; w tym samym roku przyjmował kolejno święcenia diakońskie i kapłańskie. W 1994 został proboszczem parafii św. Grzegorza z Nowej Cezarei w Moskwie. W 2003 został archimandrytą. W 2006 uzyskał dyplom Moskiewskiej Akademii Duchownej.
15 kwietnia 2008 Święty Synod Rosyjskiego Kościoła Prawosławnego nominował archimandrytę Hieronima na biskupa orłowskiego i liwieńskiego. Chirotonia biskupia miała miejsce 2 czerwca tego samego roku pod przewodnictwem patriarchy Moskwy i całej Rusi Aleksego II. 27 maja 2009 biskup Hieronim wystosował do Synodu prośbę o przeniesienie w stan spoczynku, która została przyjęta. Od tego czasu duchowny ponownie jest proboszczem parafii św. Grzegorza.